# Иакинф (Пелкинский)
Иакинф Пелкинский (ум. 1789) — игумен Виленского Свято-Духова монастыря Русской православной церкви; согласно Православной Богословской энциклопедии он «принадлежит к числу выдающихся и замечательных деятелей второй половины XVIII в. из среды православно-русского духовенства в северо-западном крае России».

## Биография
О его детстве и мирской жизни сведений практически не сохранилось, да и прочие биографические сведения о нём очень скудны и отрывочны; известно, что из игуменов Витебского Троицкого Маркова монастыря, по рекомендации киевского митрополита, как человек «в православии твердый, польское обращение довольно ведающий, к делам тамошним приобыкший и против римлян и униатов справедливо ополчающийся», Иакинф Пелкинский был назначен 15 июня 1766 года «старшим» Виленского Свято-Духова монастыря. 

Троицкий Марков монастырь

Перед назначением отца Иакинфа братия виленского Святодухова монастыря ходатайствовала об отмене синодального постановления от 28 января 1741 года, по которому в Виленский монастырь «старшие» были назначаемы, во внимание к тяжести их служения среди воинствующего латинства, лишь на время не более трёх лет, после чего обязательно были перемещаемы из Вильны с повышением. 
В 1777 году Иакинфу Пелкинскому удалось исходатайствовать у польского короля Станислава Августа подтверждение некоторых прав диссидентов. 
Наступившая старость с недугами и неопытность в хозяйственных делах стали причиной некоторых упущений со стороны отца Иакинфа, приведших монастырь к упадку в материальном отношении. В мае 1787 году преосвященный Виктор (Садковский) отрешил Иакинфа от управления виленским монастырём и оставил за ним только один из приписных — Грозовский. Тогда же за недосмотр за сохранностью взятой в монастырь на сбережение богатой библиотеки одного частного лица с Иакинфа Пелкинского был снят наперсный крест.
Иакинф Пелкинский скончался 22 (или 23) января 1789 года.